# Fernando-Montes-de-Oca-Fechthalle

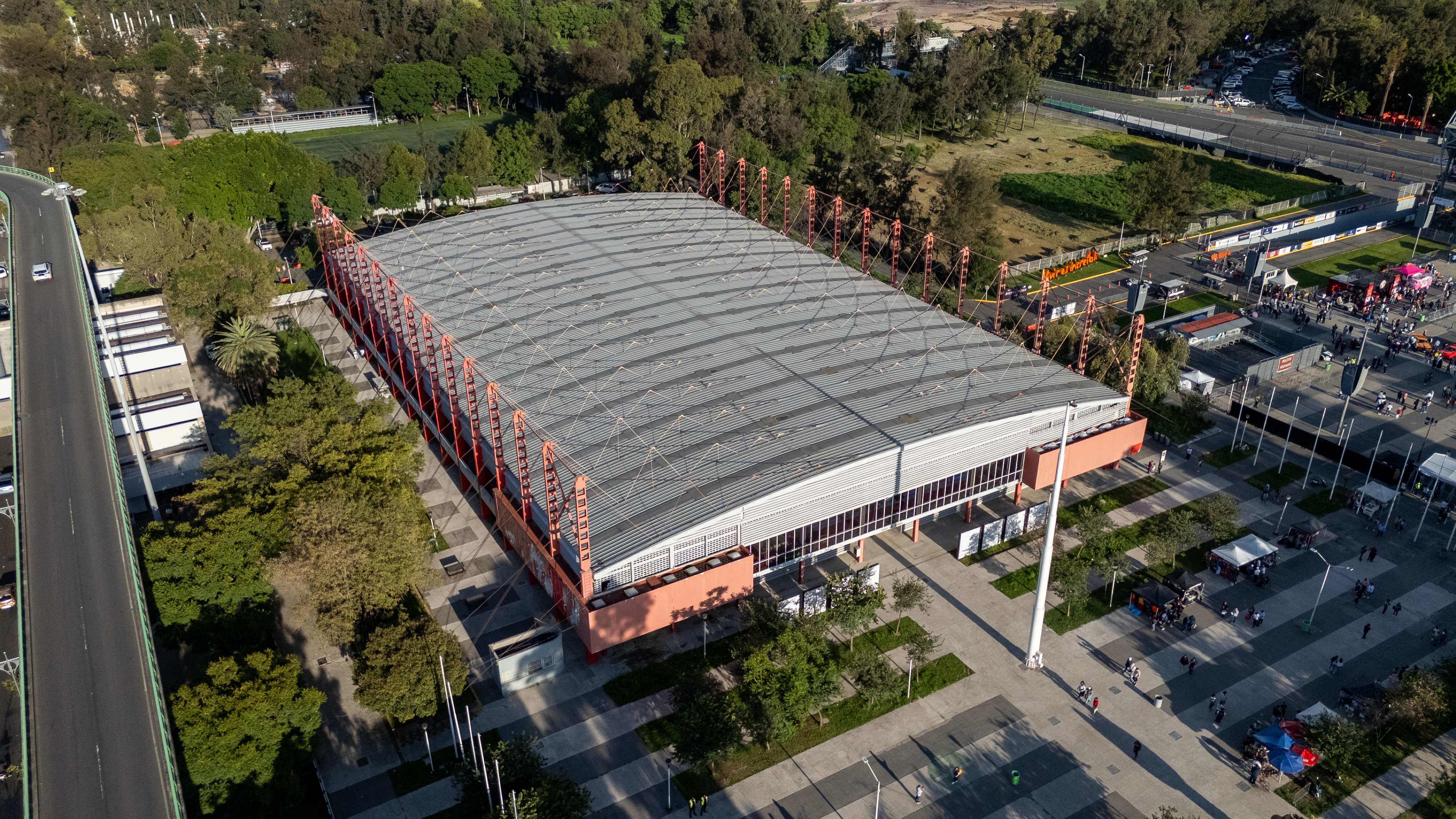
Luftaufnahme der Fernando Montes de Oca Fechthalle, heute Sala de Armas de la Magdalena Mixiuhca.

Die Fernando-Montes-de-Oca-Fechthalle (span. Sala de Armas Fernando Montes de Oca) ist eine Sporthalle in Mexiko-Stadt. Sie ist Teil des Sportkomplexes Ciudad Deportiva Magdalena Mixhuca. Der Grundstein wurde am 13. November 1967 gelegt, die Bauarbeiten dauerten bis in den September 1968. Das Dach der Halle ist gewölbt und besteht aus Stahlfaserbeton. In der Halle wurden die Fechtwettbewerbe und das Fechten des Modernen Fünfkampfes der Olympischen Sommerspiele 1968 ausgetragen. Es wurde auf 15 Fechtbahnen gefochten. In der Halle finden 3000 Zuschauer Platz.